# キャンディ国立博物館

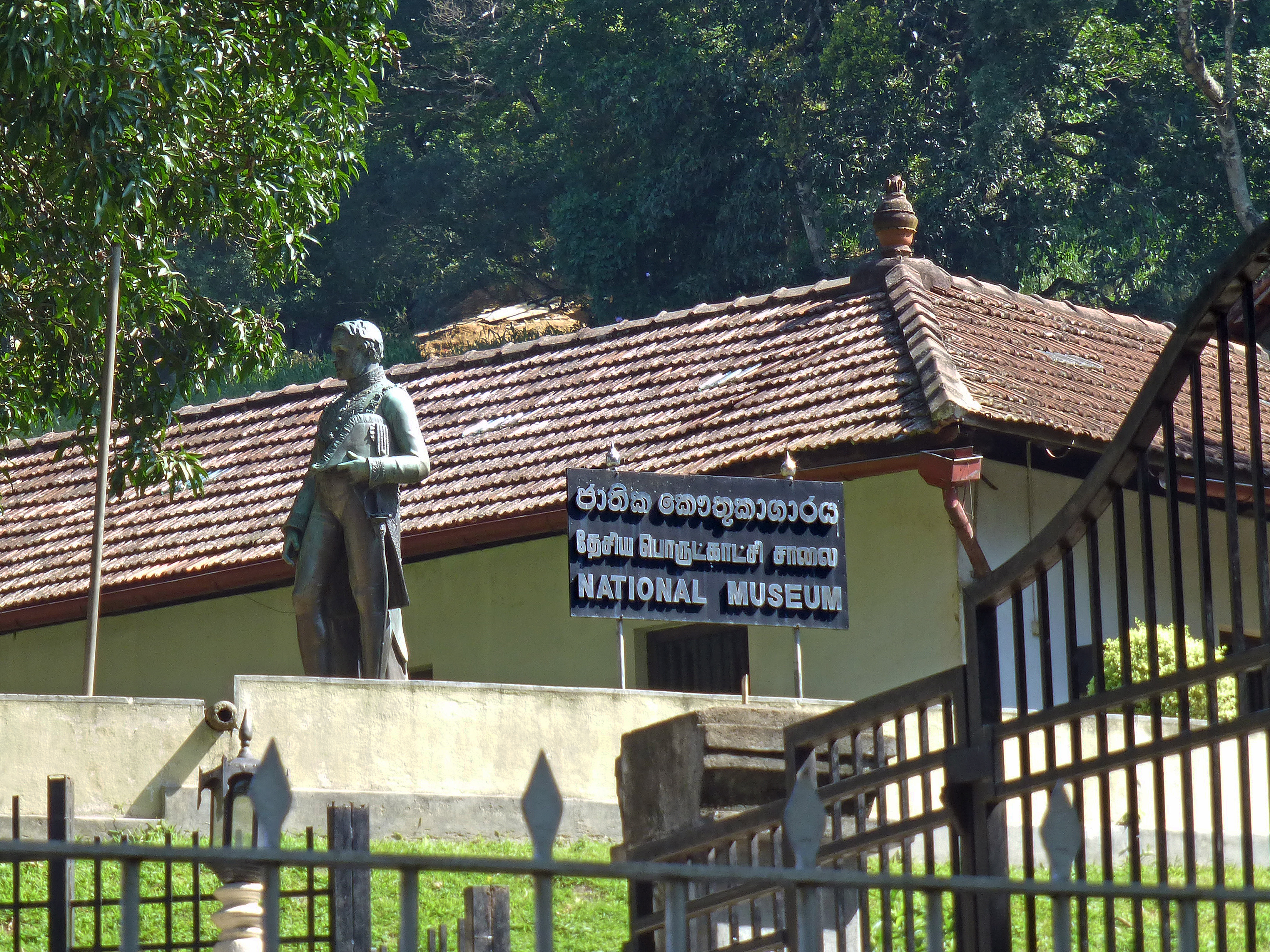
キャンディ国立博物館

キャンディ国立博物館（きゃんでぃこくりつはくぶつかん、英語: National Museum of Kandy）はスリランカの中部州キャンディにある博物館。
ダラダー・マーリガーワ寺院（仏歯寺）の裏に位置しており、かつての王妃の宮殿の建物を博物館として利用している。1942年に開館した。
館内には主にキャンディ王国時代の宝物やキャンディアンダンスで使用される装飾品などが展示されている。